# Шестициліндровий двигун

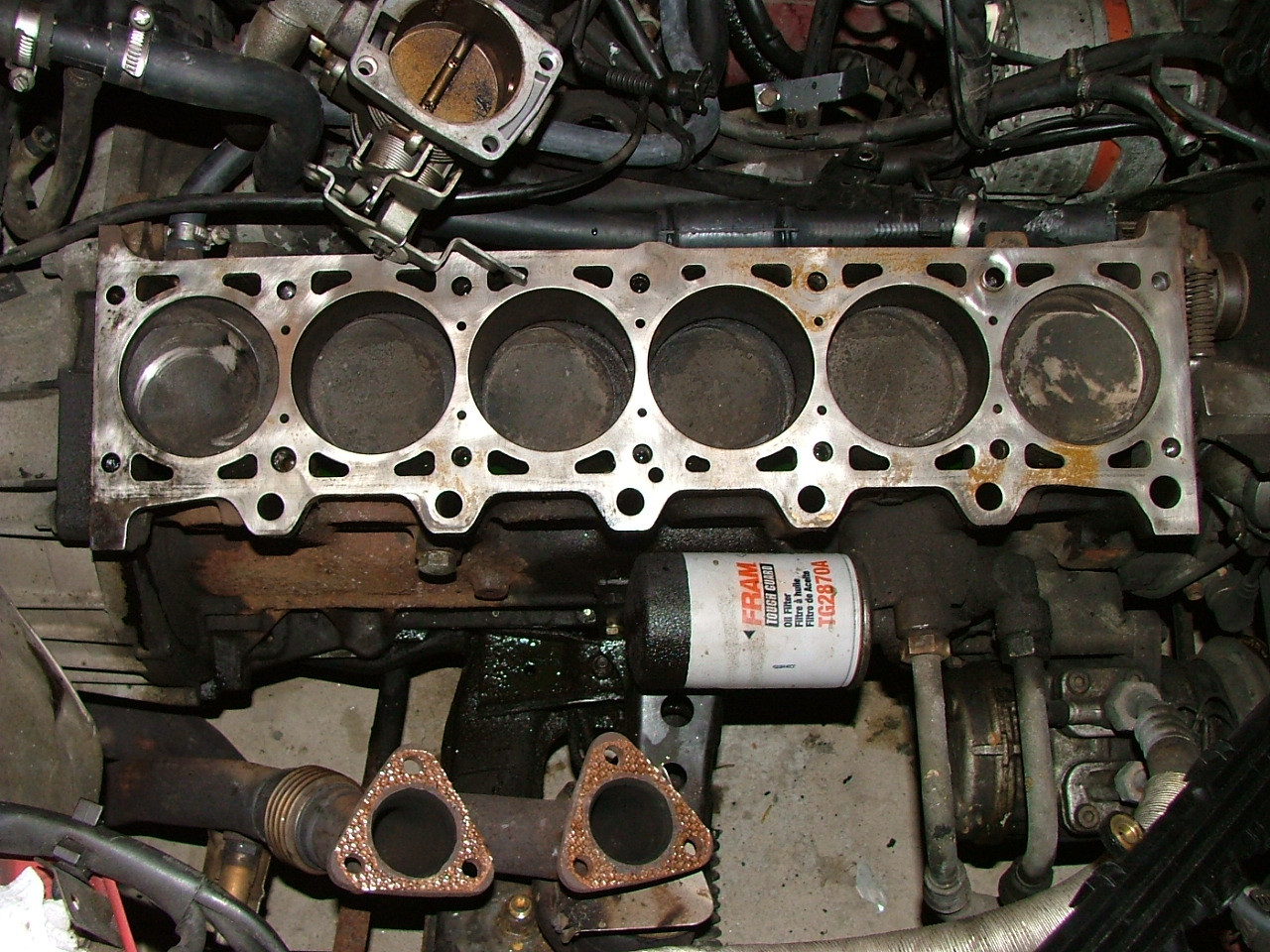
Рядний шестициліндровий двигун автомобіля BMW (M20B25) зі знятою головкою

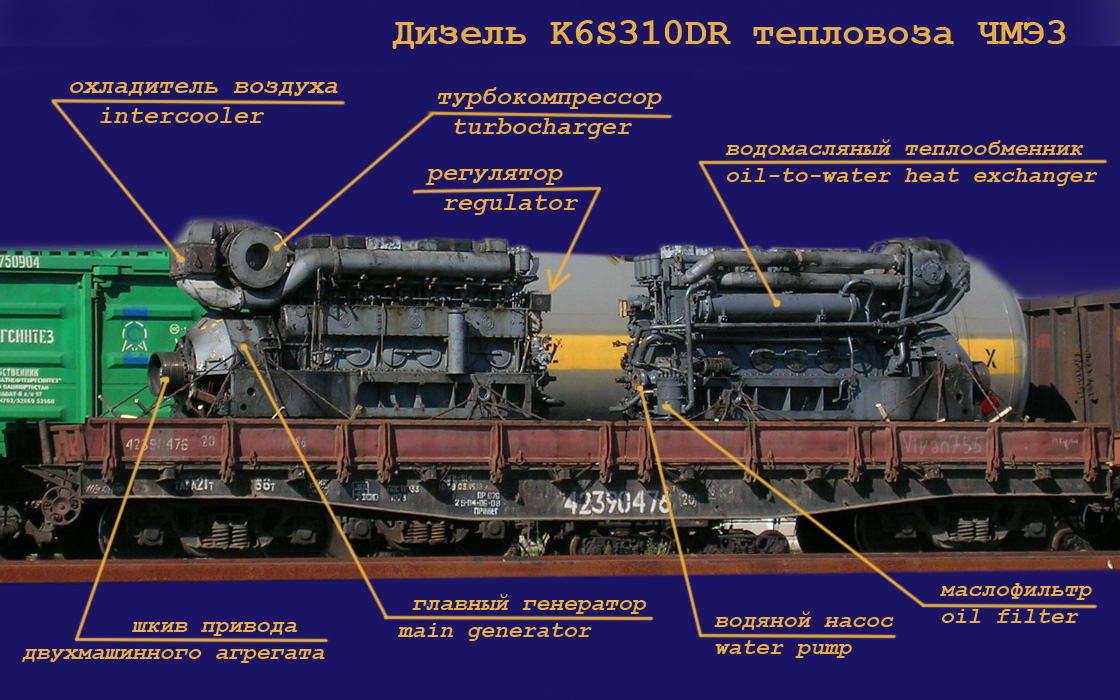
L6 турбодизель K6S310DR тепловоза ЧМЕ3, робочий об'єм 163 л

Шестициліндровий двигун (також згадується як рядний шестициліндровий двигун, скорочено I6 або L6) — поршневий двигун внутрішнього згоряння з шістьма циліндрами.

## Рядний шестициліндровий двигун
Рядний шестициліндровий двигун — конфігурація двигуна внутрішнього згоряння з рядним розташуванням шести циліндрів, порядок роботи циліндрів 1-5-3-6-2-4, і поршнями, що обертають один загальний колінчастий вал. Часто позначається R6 (від німецького «Reihe» — ряд), I6 або L6 («Straight-6», «In-Line-Six»). Площина, в якій знаходяться циліндри, може бути вертикальною або перебувати під певним кутом до вертикалі. У другий випадок двигун іноді називають Slant-6 (/6).
У теорії I6 в чотиритактному варіанті є повністю збалансованою конфігурацією щодо сил інерції різних порядків поршнів і верхніх частин шатунів (сили інерції 1-го порядку різних циліндрів взаємно компенсують один одного так само, як і у рядного чотирициліндрового двигуна, але, на відміну від сили інерції 2-го порядку також взаємно компенсуються), поєднуючи порівняно невисоку складність та вартість виготовлення з гарною плавністю роботи. Таку ж збалансованість демонструє і V12, що працює як два шестициліндрові двигуни із загальним колінчастим валом.
Однак на малих (холостих) оборотах колінчастого валу можлива деяка вібрація, викликана пульсацією моменту, що крутить. Рядний восьмициліндровий двигун, крім повної збалансованості, демонструє кращу рівномірність крутного моменту, ніж рядний шестициліндровий, але в наш час застосовується дуже рідко через цілу низку інших недоліків.
Двигуни конфігурації I6 широко використовувалися і продовжують використовуватися на даний час на автомобілях, автобусах, тракторах, річкових судах. На легкових автомобілях в останні десятиліття, у зв'язку з повсюдним поширенням переднього приводу з поперечним розташуванням силового агрегату, і взагалі компоновочних схем з більш «щільною» організацією підкапотного простору, популярнішими виявилися V-подібні шестициліндрові двигуни як компактніші і короткі, хоч і більше дорогі, менш технологічні та збалансовані. Разом з тим окремі виробники не поспішають відмовлятися від рядних шестициліндрових моторів. Яскравий приклад — BMW. Більше того, сучасні технології дозволяють створити досить компактний рядний шестициліндровий двигун навіть для поперечної установки, правда, на досить великому автомобілі — прикладом такого силового агрегату служить Volvo S80 з переднім приводом і поперечно встановленим 2.9-літровою рядною «шісткою». На соплатформенном Volvo XC90 такий двигун сполучається з муфтою, що забезпечує кросоверу з поперечним рядним шестициліндровим двигуном можливість підключення повного приводу.
Максимальний робочий об'єм рядних шестициліндрових двигунів практично не обмежений і на суднових дизелях може досягати 1820 дм на один циліндр.

## V-подібний шестициліндровий двигун

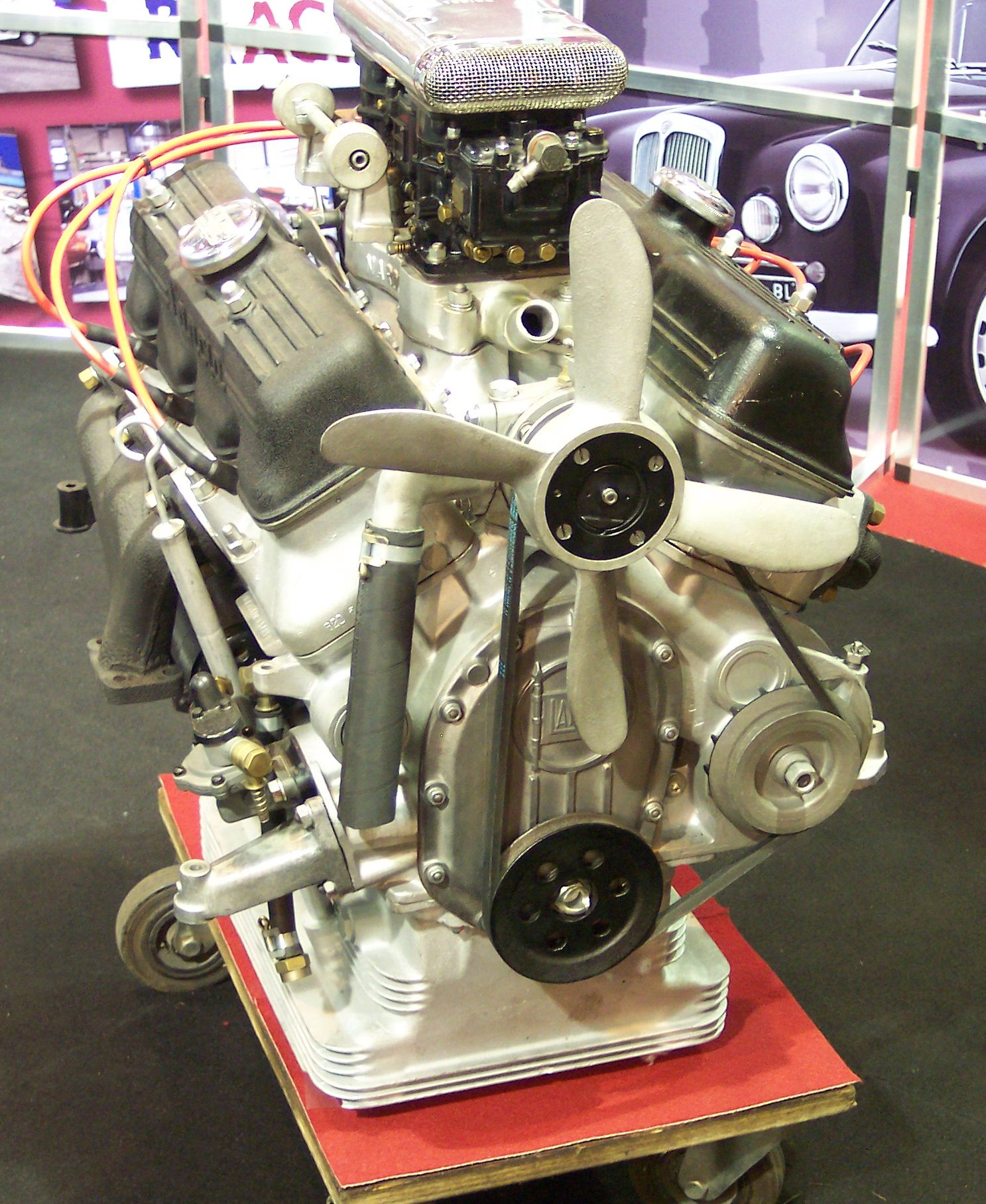
V6 фірми Lancia, перший серійний двигун такої конфігурації.

V-подібний шестициліндровий двигун — двигун внутрішнього згоряння з V-подібним розташуванням шести циліндрів двома рядами по три, і поршнями, що обертають один загальний колінчастий вал. Часто позначається V6 (англ. «Vee-Six», «Ві-Сікс») .
Це другий за популярністю в наші дні автомобільний двигун після рядного чотирициліндрового двигуна.
Перший серійний V6 з'явився в 1950 році на італійській моделі Lancia Aurelia.

### Технічні особливості
V6 — незбалансований двигун; він працює як два рядні трициліндрові двигуни, і без додаткових заходів може мати дуже великий рівень вібрацій. У двигунах V6 використовується дисбаланс коленвала, створюваний противагами (іноді додатково застосовують маховик і шків з дисбалансом), що врівноважує момент від сил інерції 1-го порядку поршнів та верхніх частин шатунів. Крім того, іноді (при деяких кутах розвалу циліндрів) для цього додатково використовують балансувальний вал, що обертається зі швидкістю колінвала, але в протилежний бік. Це дозволяє наблизити їх за плавністю роботи та рівнем вібрацій до рядного шестициліндрового двигуна. Момент інерції 2-го порядку, як правило, залишають вільним, оскільки він має невелику величину і може бути поглинений опорами двигуна.
Як правило, кут розвалу циліндрів становить 60, 90 чи 120 градусів. Але зустрічаються й інші варіанти, наприклад 54°, 45°, 65°, 75° або 15° (VR6).
Кут розвалу 90° зазвичай зустрічається на двигунах, уніфікованих з двигунами конфігурації V8 для яких такий кут розвалу є основним. У перших двигунах такої конфігурації, тому що технології тоді не дозволяли зробити досить міцний колінвал з суміщеними шатунними шийками, а робити повноопорний колінвал з окремими шийками для кожного шатуна невигідно, так як по довжині двигун стає порівнянним з вихідним V8 (крім того, це ускладнює двигун), на кожній шатунній шийці розташовувалися (так само, як і у вихідному V8) по два шатуни від протилежних циліндрів (схема з 3 кривошипами, приклад — Buick Special, а також радянський двигун ЯМЗ-236). Така конструкція при куті розвалу 90° дозволяє врівноважити момент інерції 1-го порядку без застосування балансувальних валів, однак рівномірних інтервалів підпалу суміші вона не забезпечує (робочі ходи в циліндрах слідують не рівномірно, а через 90 і 150° по куту повороту колінчастого валу, порядок роботи циліндрів у своїй 1-4-2-5-3-6). Наслідком цього є помітна вібрація працюючого двигуна, особливо при роботі на малих оборотах колінчастого валу, а також грубий і неприємний на слух звук вихлопу, а по плавності ходу двигун більше нагадує трициліндровий. Щоб зменшити вібрації та покращити плавність ходу, застосовують маховик збільшеної маси. У більш сучасни двигунах V6 з кутом розвалу 90° використовується ускладнений колінвал зі зміщеними шатунними шийками (6 кривошипів), що забезпечує рівномірні інтервали підпалу суміші, а момент інерції 1-го порядку врівноважується при застосуванні балансувального валу (без нього він врівноважується не повністю, що вимагає вдосконалення двигуна V6 з кутом розвалу 90°. і часто неприйнятно для сучасного легкового автомобіля через підвищену вібрацію). Однак на болідах формули-1 (регламент 2014) року використовується саме простий колінвал з трьома кривошипами, що не забезпечує рівномірних інтервалів підпалу, але має більшу міцність і не вимагає врівноваження моменту 1-го порядку.
120-градусний розвал дозволяє отримати широкий, але низький силовий агрегат, що найкраще підходить для низьких, наприклад, спортивних машин. У ньому так само на кожній шатунній шийці розташовуються по два шатуни (кількість шатунних шийок — 3), але за рахунок кута розвалу циліндрів 120 ° забезпечуються рівномірні інтервали підпалювання суміші. Така конфігурація має досить великий момент одного порядку, який можна компенсувати тільки при використанні балансувального валу. При всіх інших кутах розвалу (відмінних від 120°), щоб забезпечити рівномірні інтервали підпалу суміші (через кожні 120° по куту повороту коленвала) і тим самим зменшити вібрацію двигуна, а також забезпечити плавний хід, кожен шатун розташовують на окремій шийці шатунної колінвала, або застосовують ускладнений колінвал зі зміщеними шатунними шийками (це зменшує довжину двигуна, а також спрощує його, але потребує вдосконалення технології виготовлення коленвала).
60-градусний розвал дозволяє компенсувати момент 1-го порядку без застосування балансувальних валів. З цієї причини, а також завдяки компактності, цей кут розвалу вважається «рідним» для V-подібних шісток. Іноді з яких-небудь причин застосовують близькі кути розвалу, наприклад, 54° або 65° при незначному збільшенні вібрацій, які ростуть у міру відхилення від кута 60°.
Кут розвалу 15° дозволяє зробити одну загальну головку для всіх циліндрів, а також дозволяє використовувати порядок запалення такий же, як у рядного шестициліндрового двигуна і має задовільну збалансованість без застосування балансувальних валів, що разом з удосконаленою підвіскою двигуна вирішує проблему вібрацій.
Саме труднощі балансування і були основною причиною, що стримувала поширення серійних двигунів цього типу. До 1950-х років такі двигуни створювалися, але для стаціонарних установок (наприклад бензогенераторів), або як досвідчені зразки.
У 1959 році в США фірма GM розпочала виробництво п'ятилітрового V6, яким оснащувалися пікапи та субурбани (гібрид універсала та мікроавтобуса на шасі пікапа).
У 1962 році в США пішов у виробництво «компакт» Buick Special з 90-градусним V6, розробленим на основі невеликої V-подібної «вісімки», але він відрізнявся високим рівнем вібрацій і незабаром був знятий з виробництва.
Одним з перших повністю перейшла на V-подібні шестициліндрові мотори (двох сімейств — Cologne і Essex, залежно від місця розробки — ФРН або Великобританії) європейська філія «Форда»: з 1965…66 років вони поступово витіснили раніше використовувалися на найбільших європейських моделях цієї марки рядні шістки (спочатку європейський «Форд» також повсюдно замінив на своїх автомобілях рядні четвірки на мотори конфігурації V4, що належали до тих самих сімейств, що і V6, але згодом відмовився від них — в той час, як V6 згаданих вище сімейств дожили до 2000-х років). При цьому американський «Форд» залишався вкрай консервативним у виборі типів силових агрегатів, почавши випуск власних V6 (на основі розробок британської філії) лише на початку 1980-х років (на піку бензинової кризи рубежу 1970-х — 1980-х років).
Перший серійний японський V6 з'явився тільки в 1983 році у фірми Nissan — серія Nissan VG, потім більш просунутим японським V6 став мотор серії 6G від Mitsubishi, що з'явився в 1986 році, він примічений тим, що встановлювався він на найдорожчий спорткар цієї компанії Mitsubishi. у турбоверсії видавав аж 320 кінських сил, носячи індекс 6G72TT.

### Використання в автомобілях
V6 — один з найкомпактніших двигунів, він зазвичай коротший, ніж I4, і в більшості виконань вже і коротший, ніж V8.
У сучасни передньопривідних автомобілях з поперечним розташуванням двигуна з компонувальних міркувань як правило неможлива установка рядних шестициліндрових двигунів, що, при підвищених вимогах до потужності в наші дні, зумовлює популярність V-подібних шестициліндрових моторів на автомобілях вищих класів, незважаючи на малу збалансованість і складність порівняно з I6. Уніфікація двигунів різних автомобілів призводить до того, що V6 встановлюють і в машинах з поздовжнім розташуванням двигуна, в яких, в принципі, немає суворої необхідності компонування його застосування, — хоча воно і дає ряд переваг. Разом з тим, на автомобілях того ж класу із заднім приводом, на зразок 5-ї серії BMW, все ще досить поширені і рядні «шістки».
З радянських двигунів серійними V6 були лише дизелі великого робочого об'єму для вантажівок, та спецтехніки: ЯМЗ-236 та СМД-60. Трилітровий V6 моделей ГАЗ-24-14 і ГАЗ-24-18 планувався як базовий двигун легкового автомобіля «Волга» ГАЗ-24, але згодом через цілу низку причин був замінений на рядний чотирициліндровий. Проте, було випущено дослідно-промислову партію цих двигунів, які використовувалися на ряді спортивних автомобілів, зокрема, на одному із серії «Естонія».

## Шестициліндровий двигун VR
Іншим напрямком розвитку є VR-технологія, яка зародилася в 1920-і роки, коли компанія Lancia випустила сімейство V-подібних моторів з дуже маленьким кутом розвалу циліндрів (всього 10-20°). «VR» являє собою абревіатуру двох німецьких слів, що позначають V-подібний і R-рядний, тобто «v-подібно-рядний».
Двигун є симбіозом V-подібного двигуна з мінімально малим кутом розвалу 15° і рядного двигуна, в якому шість циліндрів розташовані V-подібно під кутом 15°, на відміну від традиційних V-подібних двигунів, що мають кут 60° або 90°. Поршні в блоці розміщуються у шаховому порядку.
Двигун ніяк не успадковує збалансованість R6, але має кращу компактність порівняно з V6 та R6. Сукупність переваг обох типів двигунів призвела до того, що двигун VR6 став настільки компактним, що дозволив накрити обидва ряди циліндрів однією загальною головкою, на відміну від звичайного V6. В результаті двигун VR6 вийшов значно меншим за довжиною, ніж R6, і за шириною, ніж звичайний V6.
Робочий об'єм варіюється зазвичай від 2,0 до 5,0 л. Використання конфігурації в двигунах об'ємом менше 2,0 л мало виправдане через відносно високу вартість виготовлення (порівняно з чотирициліндровими двигунами) і велику (порівняно з ними ж) довжину. Однак, подібні випадки мали місце, наприклад мотоцикл Benelli 750 Sei мав двигун I6 з робочим об'ємом всього 0,75 л.
Наразі технологія відроджена концерном Volkswagen, який випустив шестициліндрові двигуни компонування VR6. Ставився з 1991 року (1992 модельний) на автомобілі Volkswagen Passat, Golf, Corrado, Sharan. Має заводські індекси AAA об'ємом 2,8 літра, потужністю 174 л/с і ABV об'ємом 2,9 літра і потужністю 192 л/с.

## Опозитнийшестициліндровий двигун
Має два ряди по три циліндри, які розташовані під кутом 180°, причому протистоячі поршні рухаються дзеркально (одночасно досягають верхньої мертвої точки). Такий двигун добре врівноважений і має малу висоту і низький центр тяжіння, але він досить широкий. Використовується на деяких автомобілях («Порше», «Субару») та мотоциклах («Хонда Голд Вінг»).